# Martín Fiz
Martín Fiz Martín (ur. 3 marca 1963 w Vitorii) – hiszpański lekkoatleta specjalizujący się w biegach długodystansowych, przede wszystkim w maratonie, trzykrotny uczestnik letnich igrzysk olimpijskich (Barcelona 1992, Atlanta 1996, Sydney 2000). Sukcesy odnosił również w biegach przełajowych.

## Sukcesy sportowe
- dwukrotny mistrz Hiszpanii w biegach przełajowych – 1990, 1992[1]

| Rok  | Miasto        | Zawody                                    | Konkurencja     | Wynik         |
| ---- | ------------- | ----------------------------------------- | --------------- | ------------- |
| 1990 | Aix-les-Bains | Mistrzostwa świata w biegach przełajowych | bieg drużynowy  | brązowy medal |
| 1991 | Antwerpia     | Mistrzostwa świata w biegach przełajowych | bieg drużynowy  | brązowy medal |
| 1994 | Helsinki      | Mistrzostwa Europy                        | bieg maratoński | złoty medal   |
| 1995 | Durham        | Mistrzostwa świata w biegach przełajowych | bieg drużynowy  | brązowy medal |
| 1995 | Göteborg      | Mistrzostwa świata                        | bieg maratoński | złoty medal   |
| 1995 | Rotterdam     | Maraton rotterdamski                      | bieg maratoński | 1. miejsce    |
| 1996 | Atlanta       | Igrzyska olimpijskie                      | bieg maratoński | 4. miejsce    |
| 1997 | Ateny         | Mistrzostwa świata                        | bieg maratoński | srebrny medal |
| 1998 | Ferrara       | Mistrzostwa Europy w biegach przełajowych | bieg drużynowy  | brązowy medal |
| 1999 | Sewilla       | Mistrzostwa świata                        | bieg maratoński | 8. miejsce    |
| 2000 | Sydney        | Igrzyska olimpijskie                      | bieg maratoński | 6. miejsce    |

## Rekordy życiowe
- bieg na 3000 metrów – 7:50,17 – Getxo 30/07/1990
- bieg na 5000 metrów – 13:20,01 – Rzym 17/07/1991
- bieg na 10 000 metrów – 27:49,61 – Barakaldo 01/07/1998
- półmaraton – 1:01:08 – Remich-Grevenmacher 29/09/1996
- maraton – 2:08:05 – Otsu 02/03/1997